# Niccolò Terzi
Niccolò Carlo de’ Terzi (Parma, 6 dicembre 1406 – ...) era figlio di Ottobuono de' Terzi e della sua seconda moglie, Francesca da Fogliano, figlia di Carlo e di Isotta Visconti.

## Biografia
Niccolò Carlo, il 28 maggio 1409, dopo l’assassinio del padre Ottobuono de' Terzi, fu proclamato suo successore e signore di Parma e di Reggio. Lo rimase formalmente per soli venti giorni, fino all’occupazione della città da parte di Niccolò III d'Este.
Aveva allora da poco compiuto i due anni. Era nato il 6 dicembre 1406 dal matrimonio fra Ottobuono e Francesca da Fogliano. Con il battesimo celebrato solennemente a Natale nel monumentale battistero di Parma, gli fu impartito il doppio nome del nonno paterno unito a quello materno, e cioè Niccolò-Carlo. Al rito lustrale, manifestazione significativa del potere e del prestigio raggiunta da Ottobuono in quel tempo, partecipò un corteggio di illustri padrini: il principe vescovo di Trento, Giorgio di Liechtenstein;  Baldassarre Cossa, cardinale di Bologna;  Giacomo Rossi, già vescovo di Verona e di Luni, e prossimo alla cattedra di Napoli; il rappresentante della Serenissima; i capitani viscontei Jacopo dal Verme e Ugolotto Biancardo; il signore di Rimini, Carlo I Malatesta; quello di Mantova, Francesco I Gonzaga; Giovanni Maria Visconti, duca di Milano;  Niccolò III d'Este, marchese di Ferrara.
Nipote di Niccolò Terzi il Vecchio, fratello di Margherita e Caterina, era fratellastro di Jacopo e Giorgio, nati dal primo matrimonio del padre con Orsina, e altresì del più celebre, Niccolò de' Terzi, il Guerriero, figlio naturale e legittimato di Ottobuono con il quale è stato e viene talora erroneamente identificato e confuso.
Il 27 maggio 1409, il bimbo Niccolò era presente a Rubiera nel Modenese quando il padre Ottobuono fu assassinato a tradimento da Muzio Attendolo Sforza.
Niccolò “ancora fanciullo”  sfuggì a quell'agguato, portato in salvo dallo zio Giacomo Terzi  e dal nonno materno, Carlo da Fogliano. Il giorno seguente l’assassinio di Ottobuono i cittadini di Parma furono convocati nel palazzo vescovile, e Giacomo Terzi lo fece proclamare Niccolò Carlo signore della città e di Reggio sotto la sua tutela e prestò giuramento nelle sue mani.
L'avo materno, Carlo Fogliani di Reggio, avrebbe diretto gli affari per conto del nipote durante i 20 giorni in cui durò quella signoria.
I successivi assalti subiti da Parma costrinsero poi i fratelli di Ottobuono, Giacomo e Giovanni Terzi, a rifugiarsi nella castellina di Porta Nuova a Parma.
Venerdì 31 maggio 1409 “Jacopo mandò il novello Signore cogli altri figliuoli di Otto d'ambo i sessi, perché si stessero in luogo di sicurezza, a Guardasone, ed assunto il governo di Parma, da lui fu posta una colta di danari 8 per soldo a cittadini onde pagare le soldatesche.”
Cinque giorni dopo anche la madre Francesca, accompagnata dalla cognata, moglie di Giacomo Terzi, ben scortata e «con molte carra», si rifugiava nel ben munito castello di Guardasone, feudo e dimora dei Terzi. 
Dopo la presa degli Estensi del castello di Guardasone, la vedova d’Ottobuono, godendo della protezione della Repubblica di Venezia, abbandonò le malsicure terre parmensi. Nei primi giorni del 1410, accompagnata dai suoi tre bimbi, Niccolò Carlo, e le più piccole Caterina e Margherita,. Francesca raggiunse la rocca di Villa Bartolomea, tra Legnago e Carpi, feudo che Ottobono aveva ereditato dal padre Niccolò Terzi il Vecchio.
E' segnalato come uno dei condottieri dello schieramento milanese alla Battaglia del Serchio del 2 dicembre 1430.